# Martin Perpetua
Martín Perpetua (Bahía Blanca, Provincia de Buenos Aires, nacido el 3 de marzo de 1992) es un exfutbolista profesional argentino. Su último equipo fue Cañuelas Fútbol Club, que actualmente se desempeña en la Primera B, tercera categoría del fútbol argentino. 

## Trayectoria
Surgido de las divisiones menores del Club Universitario de Deportes, en 2011 es promovido por el DT José Guillermo del Solar para formar parte del plantel de la reserva, firmando su primer contrato profesional y ocupando una de las plazas de extranjero del plantel profesional.
En junio de 2012, el nuevo director técnico de Universitario, Nolberto Solano decide promover a Martin Perpetua al primer equipo de la «U».
El 12 de septiembre de 2012 debuta en un partido amistoso disputado contra el Deportivo Municipal en Pucallpa.
Culminado su contrato con Universitario en diciembre de 2012, es contratado por el club CF Mérida de México en enero de 2013.
En agosto de 2014 se incorpora como refuerzo al Club Social y Deportivo Alianza (Cutral Có) para competir en el Torneo Federal A Temporada 2014, que disputa una plaza para la Primera B Nacional.
En enero de 2015 se incorpora a Cañuelas Fútbol Club de Argentina como refuerzo para la temporada 2015.

## Clubes como futbolista profesional
| Club                      | País      | Año         |
| ------------------------- | --------- | ----------- |
| Cañuelas Fútbol Club      | Argentina | 2015        |
| Alianza                   | Argentina | 2014        |
| CF Mérida                 | México    | 2013 - 2014 |
| Universitario de Deportes | Perú      | 2011 - 2012 |